# George Baer junior
George Baer Jr. (* 1763 in Frederick, Province of Maryland; † 3. April 1834 ebenda) war ein US-amerikanischer Politiker. Zwischen 1797 und 1801 sowie nochmals von 1815 bis 1817 vertrat er den Bundesstaat Maryland im US-Repräsentantenhaus.

## Werdegang
George Baer besuchte die öffentlichen Schulen seiner Heimat und arbeitete danach im Handel. Gleichzeitig schlug er eine politische Laufbahn als Anhänger der Bundesregierung unter Präsident George Washington ein. Ende der 1790er Jahre schloss er sich der von Alexander Hamilton gegründeten Föderalistischen Partei an. Im Jahr 1794 saß er im Abgeordnetenhaus von Maryland. Bei den Kongresswahlen des Jahres 1796 wurde Baer im vierten Wahlbezirk seines Staates in das damals noch in Philadelphia tagende US-Repräsentantenhaus gewählt, wo er am 4. März 1797 die Nachfolge von Thomas Sprigg antrat. Nach einer Wiederwahl konnte er bis zum 3. März 1801 zwei Legislaturperioden im Kongress absolvieren. Im Jahr 1800 bezogen sowohl die Bundesregierung als auch der Kongress die neue Bundeshauptstadt Washington, D.C.
Zwischen 1809 und 1809 war George Baer erneut Abgeordneter im Parlament von Maryland; im Jahr 1813 fungierte er als Richter am Vormundschaftsgericht für Waisenkinder im Frederick County. Bei den Wahlen des Jahres 1814 wurde Baer erneut im vierten Distrikt von Maryland in das US-Repräsentantenhaus gewählt, wo er am 4. März 1815 Samuel Ringgold ablöste. Bis zum 3. März 1817 konnte er eine weitere Legislaturperiode im Kongress verbringen. Nach seinem endgültigen Ausscheiden aus diesem Gremium arbeitete er wieder im Handel. Im Jahr 1820 war er Bürgermeister der Stadt Frederick. Dort ist er am 3. April 1834 auch verstorben. Er war Sklavenhalter.